# Festus Hommius
Festus Hommius (n. 10 februarie 1576, Jelsum⁠(d), Leeuwarderadeel, Provincia Frizia, Țările de Jos – d. 5 iulie 1642, Leiden, Comitatul Olanda, Provinciile Unite) a fost un teolog reformat, conducător al contraremonstranților.
Festus Hommius a fost unul din cei mai de seamă adepți ai lui Franciscus Gomarus, profesorul din Leiden care a condamnat vehement și constant teologia lui Jacob Arminius. 
Nu se știe exact cine a format acrostihul TULIP dar cu siguranță el a avut la bază cele șapte teze ale lui Festus Hommius. O simplă comparație poate confirma acest lucru. 
Arminius moare în anul 1609. În anul următor, în 1610, urmașii și adepții lui Arminius scriu cinci teze ca o formă de protest împotriva a cinci doctrine susținute de biserica reformată în Mărturisirea de credință Belgiană.
Contraprotestul a fost scris în 1611 de Festus Hommius. El a fost liderul contraremonstranților. Acest document conține șapte teze prin care Hommius a apărat Confesiunea Belgiană împotriva criticilor teologice ale ucenicilor lui Arminius (adică cele cinci teze ale arminienilor).